# Anna Sergejewna Sedoikina
Anna Sergejewna Sedoikina (russisch Анна Сергеевна Седойкина; englisch Anna Sedoykina; * 1. August 1984 in Wolgograd, Russische SFSR, Sowjetunion) ist eine ehemalige russische Handballspielerin.

## Karriere
Anna Sedoikina spielte anfangs bei GK Dynamo Wolgograd. Mit Dynamo Wolgograd gewann sie 2008 den EHF-Pokal sowie 2001, 2009, 2010, 2011 und 2012 die russische Meisterschaft. Weiterhin nahm sie in der Saison 2014/15 am Final Four der EHF Champions League teil. Im Sommer 2015 wechselte die Torhüterin zum GK Rostow am Don. Mit Rostow gewann sie 2017 den EHF-Pokal sowie 2017, 2018, 2019 und 2020 die russische Meisterschaft. Ab der Saison 2020/21 stand sie beim Ligakonkurrenten PGK ZSKA Moskau unter Vertrag. Mit ZSKA gewann sie 2021 die russische Meisterschaft sowie 2022 den russischen Pokal. Nach der Saison 2021/22 verließ Sedoikina den Verein.
Sedoikina läuft für die russische Nationalmannschaft auf. Mit Russland gewann sie 2009 die Weltmeisterschaft in China sowie 2008 die Bronzemedaille bei der Europameisterschaft in Mazedonien. Sie nahm an den Olympischen Spielen 2012 in London teil. Bei den Olympischen Spielen 2016 in Rio de Janeiro gewann sie die Goldmedaille. Bei der Europameisterschaft 2018 errang sie die Silbermedaille. Bei der Weltmeisterschaft 2019 gewann sie mit der russischen Auswahl die Bronzemedaille. Mit der russischen Auswahl gewann sie die Silbermedaille bei den Olympischen Spielen in Tokio. Sedoikina parierte im Turnierverlauf 29 % der gegnerischen Würfe.
Sedoikina leitet seit März 2024 das Torwarttraining bei PGK ZSKA Moskau.